# Baryssinus bicirrifer
Baryssinus bicirrifer är en skalbaggsart som beskrevs av Bates 1872. Baryssinus bicirrifer ingår i släktet Baryssinus och familjen långhorningar.
Artens utbredningsområde är Panama. Inga underarter finns listade.